# Death Before Dishonor XVI
Death Before Dishonor XVI fue la decimosexta edición del Death Before Dishonor, un evento de pago por visión de lucha libre profesional producido por Ring of Honor. Tuvo lugar el 28 de septiembre de 2018 desde el Orleans Arena en Las Vegas, Nevada.
El evento contó con la presencia de los luchadores de la New Japan Pro-Wrestling (NJPW): Kazuchika Okada, Jushin Thunder Liger y Tomohiro Ishii.

## Antecedentes
El 25 de agosto de 2018, durante las grabaciones de Ring of Honor Wrestling, Ospreay regresó a ROH en una viñeta pregrabada, desafiando a Lethal a un combate para el Campeonato Mundial de ROH. Después, Lethal aceptó el reto.
El 25 de agosto de 2018, durante las grabaciones de Ring of Honor Wrestling, después de que Sumie Sakai derrotara a Tasha Steelz, Sakai declaró que derrotar a Dashwood validaría su reinado de campeonato. Tenille Dashwood luego llegó al ring y aceptó el desafío. Sakai había derrotado previamente a Dashwood en las semifinales del Campeonato Mundial Femenil del Honor el 7 de abril en Supercard of Honor XII.

## Resultados
- Kenny King derrotó a Jushin Thunder Liger.
  - King cubrió a Liger después de un «Spinebuster».
- The Briscoes (Jay Briscoe & Mark Briscoe) derrotaron a The Addiction (Christopher Daniels & Frankie Kazarian) y retuvieron el Campeonato Mundial en Parejas de ROH.
  - Jay cubrió a Daniels después de un «Fallen Angel».
- Sumie Sakai derrotó a Tenille Dashwood y retuvo el Campeonato Mundial Femenil del Honor.
  - Sakai forzó a Dashwood a rendirse con un «Ambar».
- Punishment Martinez derrotó a Chris Sabin y retuvo el Campeonato Mundial Televisivo de ROH.
  - Martinez cubrió a Sabin después de un «South of Heaven Chokeslam».
  - Después de la lucha, Martinez continuó atacando a Sabin, pero Jeff Cobb salió a detenerlo.
- Bully Ray & Silas Young derrotaron a Flip Gordon & Colt Cabana en un Tables Match.
  - Ray ganó la lucha después de aplicarle un «Powerbomb» a Gordon sobre una mesa.
- Bullet Club (Cody, Marty Scurll, Hangman Page, Matt Jackson & Nick Jackson) derrotaron a CHAOS (Kazuchika Okada, Chuckie T., Beretta, Rocky Romero & Tomohiro Ishii).[1]
  - Scurll forzó a Romero a rendirse con un «Chickenwing».
- Jay Lethal derrotó a Will Ospreay y retuvo el Campeonato Mundial de ROH.
  - Lethal cubrió a Ospreay después de un «Lethal Injection».
  - Después de la lucha, The Kingdom (Vinny Marseglia & TK O'Ryan) atacan a Lethal y Ospreay.
  - Luego del ataque, Jonathan Gresham salió a detenerlo, pero también fue atacado por el grupo y un encapuchado quien resultó ser Matt Taven.